# Please (песня U2)
«Please» (с англ. — «Пожалуйста») — песня ирландской рок-группы U2, одиннадцатый трек и четвёртый сингл из альбома Pop.
Как и в случае с «Sunday Bloody Sunday», тематикой песни стал Конфликт в Северной Ирландии. На обложке сингла были изображены четыре североирландских политика — Джерри Адамс, Дэвид Тримбл, Иан Пейсли и Джон Хьюм (по часовой стрелке от верхнего левого). За два месяца до выхода сингла, концертная версия «Please» и ещё три другие песни, исполненные в турне PopMart, были выпущены на мини-альбоме Please: PopHeart Live EP.

## Список композиций
| №  | Название                   | Длительность |
| -- | -------------------------- | ------------ |
| 1. | «Please» (Single version)  | 5:36         |
| 2. | «Dirty Day» (Junk Day Mix) | 4:41         |

| №  | Название                              | Длительность |
| -- | ------------------------------------- | ------------ |
| 1. | «Please» (Single version)             | 5:36         |
| 2. | «Dirty Day» (Junk Day Mix)            | 4:41         |
| 3. | «Dirty Day» (Bitter Kiss Mix)         | 4:32         |
| 4. | «I'm Not Your Baby» (Skysplitter Dub) | 5:47         |

| №  | Название                                                             | Длительность |
| -- | -------------------------------------------------------------------- | ------------ |
| 1. | «Please» (Single version)                                            | 5:36         |
| 2. | «Please» (Live from Rotterdam, 18 July 1997)                         | 7:11         |
| 3. | «Where the Streets Have No Name» (Live from Rotterdam, 18 July 1997) | 6:33         |
| 4. | «With or Without You» (Live from Edmonton, 14 June 1997)             | 4:38         |
| 5. | «Staring at the Sun» (Live from Rotterdam, 18 July 1997)             | 5:33         |

Четыре концертных трека прежде уже издавались в других странах на мини-альбоме Please: Popheart Live EP.

## Музыкальное видео
Видеоклип для песни был снят Антоном Корбейном, в монохромном варианте. Действие происходит на улице под названием «Без имени» (ссылка на песню «Where the Streets Have No Name»): там стоит нищий с табличкой «пожалуйста», а люди ходят на коленях. Фактически, группа отсутствует в кадре на протяжении большей части видео, на них акцентируется внимание лишь во время соло Эджа. Этот видеоклип было включено в сборник The Best of 1990—2000.
Были выпущены ещё два варианта видеоклипа, записанных на концертах группы: один из PopMart: Live from Mexico City, второй — «Mural Mix» (снятый в Хельсинки 9 августа 1997 года), последний был издан на «The History Mix» — бонус-диске к сборнику The Best of 1990—2000 & B-Sides.

## Хит-парады
| Чарт (1997)         | Высшая позиция |
| ------------------- | -------------- |
| Irish Singles Chart | 6              |